# Kamal Boulahfane
Kamal Boulahfane, född 1 juli 1976, är en algerisk friidrottare. Han deltog vid olympiska sommarspelen 2000, olympiska sommarspelen 2004 och olympiska sommarspelen 2008.